# Jelteslootbrug
De Jelteslootbrug was een ophaalbrug over het Johan Frisokanaal in de buurt van het dorp Hommerts in de gemeente Súdwest-Fryslân in de Nederlandse provincie Friesland.
Oorspronkelijk had de brug (gebouwd in de jaren 1960) een doorvaarthoogte van 1,20 m. In het jaar 1989 is de brug tot 3,75 m verhoogd om meer boten te kunnen laten passeren zonder bediening noodzakelijk te maken. Desondanks bleef de brug een flessenhals voor zowel het scheepvaart- als wegverkeer. Om de passage van de scheepvaart te bundelen en het wegverkeer zo weinig mogelijk te hinderen werd in de vroege jaren 80 een tijdsysteem ingevoerd. Boten werden slechts twee keer per uur (later in de jaren 90 drie keer per uur) per vaarrichting doorgelaten waardoor in het drukke hoogseizoen files van tientallen boten ontstonden.
In het kader van het Friese Merenproject is de brug eind 2007 gesloopt en door het Jeltesloot Aquaduct vervangen om aan de gestaag stijgende stroom scheepvaartverkeer recht te doen.